# Décio Piccinini
Décio Lineo Piccinini (São Paulo, 5 de setembro de 1945) é um jornalista e apresentador brasileiro. Paralelamente a seu trabalho em redações de revistas, jornais e de jornalismo radiofônico.

## Carreira
Piccinini começou a fazer televisão no programa de Luiz Aguiar, na  Bandeirantes, em 1968. Em fevereiro de 1970, Silvio Santos convidou-o para integrar o júri do Show de Calouros do Programa Silvio Santos, que na época era transmitido aos domingos, na Rede Globo, e posteriormente no SBT, antiga TVS. Ficou nesse programa por quase 27 anos, até final de 1996 (quando o programa foi extinto), juntamente com Pedro de Lara, Wagner Montes, Maurício Menezes, Henrique Lobo, Nelson Rubens, Sérgio Mallandro, Sônia Lima, Mara Maravilha, Elke Maravilha, Leão Lobo e Aracy de Almeida, entre outros.
Décio trabalhou 13 anos na Editora Abril, 11 anos na Editora Símbolo, além de outras editoras como Azul, Bloch, Escala, exercendo as funções de repórter, editor e diretor de várias revistas de expressão, como Contigo!, Intervalo, Chega Mais, Boa Semana, Mais Feliz, Chiques & Famosos, entre várias outras. Em 1998, criou a revista Ti Ti Ti na Editora Símbolo, que se tornaria enorme sucesso de vendas, posteriormente negociada com a Editora Abril. 
Décio hoje apresenta uma atração própria pela Rede Brasil: um programa semanal de entrevistas, o É 10. Em 2004, no SBT, apresentou o Programa Cor de Rosa, ao lado de Silvia Abravanel. Também faz participações periódicas em outros programas de TV como A Tarde é Sua de Sônia Abrão, integra o júri do Troféu Imprensa, participa semanalmente do quadro Dez ou Mil do Programa do Ratinho ao lado de  Lola Melnyck. Aos domingos, faz o quadro Levanta-te do Programa Silvio Santos e também apresenta programas de rádio. 
Em 23 de janeiro de 2017, estreou junto com Mara Maravilha, Leão Lobo e Mamma Bruschetta no Fofocalizando, novo programa do SBT que promete "algo nunca antes visto", sem no entanto estar desvinculado da Rede Brasil, onde ainda apresenta o É 10 em paralelo. Piccinini ficou no Fofocalizando até outubro de 2019, quando foi substituído por Gabriel Cartolano. Atualmente Décio está de volta a Rede Brasil, no comando do programa Papo em Dia, ao lado de Gisele Alves e Luciano Faccioli.

## Trabalhos

### Televisão
| Ano           | Título                 | Cargo                     | Emissora    |
| ------------- | ---------------------- | ------------------------- | ----------- |
| 1970-1995     | Show de Calouros       | Jurado                    | SBT         |
|               | Troféu Imprensa        | Jurado (diversas edições) | SBT         |
|               | Programa Silvio Santos | Convidado especial        | SBT         |
| 2004          | Programa Cor de Rosa   | Apresentador              | SBT         |
| 2011-2017     | É 10!                  | Apresentador              | Rede Brasil |
| 2013-presente | Programa do Ratinho    | Jurado (Dez ou Mil)       | SBT         |
| 2014-2018     | Curtas & Quentes       | Apresentador              | Rede Brasil |
| 2017-2019     | Fofocalizando          | Apresentador              | SBT         |
| 2019-2022     | Papo em Dia            | Apresentador              | Rede Brasil |
| 2022-presente | Papo pro Ar            | Apresentador              | Rede Brasil |

### Cinema
| Ano  | Título        | Papel              |
| ---- | ------------- | ------------------ |
| 1973 | A Super Fêmea | Apresentador de TV |